# Daltonia subapiculata
Daltonia subapiculata är en bladmossart som beskrevs av Georg Ernst Ludwig Hampe och Hirendra Chandra Gangulee 1977. Daltonia subapiculata ingår i släktet Daltonia och familjen Daltoniaceae. Inga underarter finns listade i Catalogue of Life.